# Günther Erken
Günther Erken ( Nordhorn, 1933 ) es un dramaturgo y estudioso del teatro alemán.

## Biografía
Profesor de Estudios Teatrales en la Universidad de Colonia entre 1972 y 1978, en 1979 abandonó la universidad y se volcó en los escenarios. Trabajó como dramaturgo para Hansgünther Heyme en el Teatro Estatal de Stuttgart y en 1985 se trasladó al Teatro Estatal de Baviera en Múnich . Desde 1991 impartió clases como profesor de estudios teatrales en la Universidad de Múnich. En la Academia de Teatro de Baviera fundó la cátedra de dramaturgia y la supervisó hasta 2009.
Las principales autores a los que dedicó sus publicaciones desde 1962 fueron: Shakespeare, Schiller, Hofmannsthal, Ödön von Horváth y Tankred Dorst.